# Largo Corpo di Napoli
Largo Corpo di Napoli es una plaza de Nápoles, en Italia. Está ubicada en el centro histórico de la ciudad, concretamente en Spaccanapoli.

## Historia y descripción
Recibió su nombre en el siglo XV, cuando fue hallada y colocada en el centro de la plaza la estatua del dios Nilo, también conocida como Corpo di Napoli (Cuerpo de Nápoles). La estatua fue esculpida en el siglo II por la voluntad de la comunidad egipcia de origen alejandrino, establecida en la próspera Nápoles grecorromana (Neápolis) por motivos comerciales. En la misma zona, los alejandrinos tenían su propio cardo nombrado vicus Alexandrinus (correspondiente al actual Via Nilo o, según otros, a Via Mezzocannone).
Largo Corpo di Napoli se presenta como una plaza de pequeñas dimensiones colocada en el centro del decumano inferior, a poca distancia de Piazzetta Nilo y Piazza San Domenico Maggiore. De la plaza comienza Via Nilo, un cardo que conecta el decumano inferior con el decumano mayor, siendo un importante cruce de caminos del centro histórico. En la plaza se pueden admirar los siguientes edificios:
- la Capilla de Santa Maria Assunta dei Pignatelli;
- el Palazzo Carafa di Montorio;
- el Palazzo del Panormita.[1][2][3][4]